# Smerbeke
Smerbeke ist eine Wüstung im Landkreis Göttingen. Sie liegt zwischen Herzberg am Harz und Scharzfeld im Tal des Eichelngrabens, 300 m nordöstlich des Knickelberges.

## Geschichte
Smerbeke wurde erstmals im Jahre 1288 urkundlich erwähnt. Die Zeit des Wüstwerdens muss vor 1530 liegen, lässt sich aber nicht näher eingrenzen. Nach dem Ergebnis einer Geländeuntersuchung war Smerbeke eine einzeilige Reihensiedlung von etwa 300 m Länge. Lediglich der Flurname Alter Kirchhof deutet darauf hin, dass Smerbeke eine Kirche oder Kapelle besessen haben könnte. Außer einigen Tonscherben im Ackerboden erinnert heute nichts mehr daran, dass an dieser Stelle einmal ein Dorf war.
Der Karstwanderweg führt an der Wüstung vorbei.
Der Ortsname setzt sich zusammen aus dem Bestimmungswort Smer, welches die Bedeutung Fett, Schmer, Dreck oder Kot haben kann, und dem Grundwort Beke, womit ein Bach gemeint ist, siehe Gewässernamen auf -bach.